# 东江嘴村
30°06′40″N 120°10′17″E / 30.1111973°N 120.171327°E
东江嘴村，位于浙江省杭州市西湖区双浦镇境内，为钱塘江、富春江、浦阳江三江汇流之处。钱塘江干流在此处大幅度由东北拐弯至西北方向，再折向东北流，和北面西湖形成反“之”字，因而此段江面称之为“之江”。东江嘴为钱塘江干流左岸向江中延伸出的一个半岛，当地居民多姓孔，据家谱为孔子后裔，此地为杭州离市中心最近的渔村，有“三江渔村”之称，过去曾经从事过采沙业，近年来恢复渔业，希望打造“渔乡风情小镇”。2018年，杭州市政府还计划在此处建设钱塘江金融港湾。